# Négycsíkos sikló

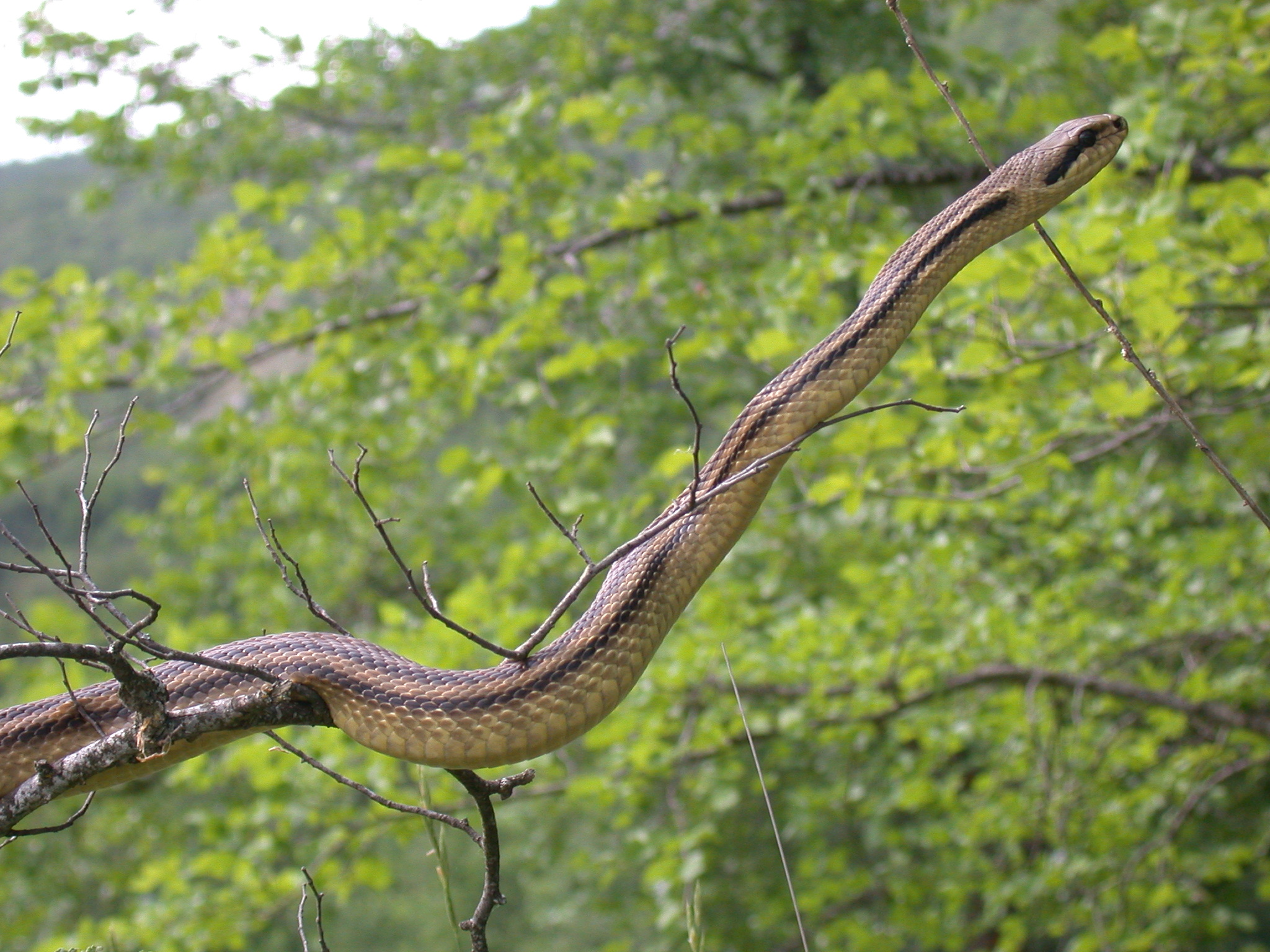
Négycsíkos sikló fáramászás közben

A négycsíkos sikló (Elaphe quatuorlineata) a hüllők (Reptilia) osztályába, a kígyók (Serpentes) alrendjébe és a siklófélék (Colubridae) családjába tartozó faj.

## Előfordulása
A faj megtalálható Olaszország középső és déli részein, egészen Szicíliáig, a Balkán-félszigetnek az  Adriai-tenger felé eső oldalán, Szlovéniában, Horvátországban, Bosznia és Hercegovinában, Albániában, Szerbiában, Montenegróban, Észak-Macedóniában és Görögországban (köztük számos jón- és égei-tengeri szigeten. Kedveli a meleg, száraz vagy párás síkvidéki vagy dombos terepet. 1400 m-es magasságig is előfordulhat, különösen nyílt lombhullató erdőkben és sziklás, növényzettel jól beborított lankákon. Gyakran látható vizenyős területeken.

## Alfajai
- Elaphe quatuorlineata muenteri (Bedriaga, 1882)
- Elaphe quatuorlineata quatuorlineata (Lacépède, 1789)
- Elaphe quadrolineata scyrensis Cattaneo 1999
- Elaphe quatuorlineata parensis Cattaneo 1999

## Megjelenése
Nagyméretű erős testalkatú siklóféle, bár mérete ritkán haladja meg a 160 cm-t. Erőteljes, hosszúkás, nagyméretű pikkelyekkel borított feje jól elkülönül teste többi részétől. Pupillája kerek. Testének felső része barna, okkerszínű, sárgásbarna, vagy szürkéstől a narancsos-barna árnyalatig terjedhet, az oldalán végigfutó jellegzetes, négy hosszanti csíkból álló mintázat a farka felé már alig kivehető. Egyszínű barna fejének oldalsó részén sötét vonalakból álló mintázat fut. Testének alsó része sárgás, gyakran sötét pettyekkel. A fiatal egyedek színe jelentősen eltér a kifejlettekétől, hosszanti csíkozásuk nincs, fejükön jól észrevehető halvány és sötétebb mintázat váltakozik. Testükön sötét foltok és harántirányú csíkozás látható. Teste középső részén 25 (ritkábban 23 vagy 27) gyengén, de jól láthatóan bordázott pikkelye van.

## Életmódja
A négycsíkos sikló meglehetősen nyugodt, földön élő siklófaj, mely kedveli a köves, bozótos élőhelyeket. Hajnaltól szürkületig aktív. Nem mérges, ha veszélyt érez ritkán harap, inkább fenyegetően sziszeg. Táplálékát kisebb emlősök, madarak illetve gyíkok képezik, áldozatát fojtással öli meg.

## Szaporodása
A négycsíkos siklók párzására júliusban és augusztusban kerül sor; a nőstény 5–16 tojást rak kövek alá.

## Természetvédelmi helyzete
A faj számára a legfőbb veszélyt élőhelyének elvesztése jelenti a mezőgazdasági területek, a turizmus és az ipari fejlesztések miatt. Elterjedési területének egy részén az emberek is zaklatják.